# Achyrolimonia persuffusa
Achyrolimonia persuffusa är en tvåvingeart som först beskrevs av Alexander 1956.  Achyrolimonia persuffusa ingår i släktet Achyrolimonia och familjen småharkrankar. Inga underarter finns listade i Catalogue of Life.